# PW-Sat
PW-Sat – pierwszy polski sztuczny satelita. Został wyniesiony na orbitę 13 lutego 2012 roku podczas pierwszego lotu rakiety Vega. Zadaniem PW-Sat było przetestowanie elastycznych ogniw fotowoltaicznych i sprawdzenie systemu deorbitacji. System deorbitacji jest jednym z pomysłów na strącenie z orbity nieaktywnych satelitów, co zmniejszy zagrożenie ze strony groźnych kosmicznych śmieci. Misja zakończyła się niepowodzeniem – ogon się nie rozwinął. 28 października 2014 roku PW-Sat został usunięty z katalogu TLE NORAD, co zostało uznane jako potwierdzenie deorbitacji PW-Sata.
PW-Sat był satelitą typu CubeSat i został zbudowany przez studentów Politechniki Warszawskiej (członków Studenckiego Koła Astronautycznego działającego na Wydziale Mechanicznym Energetyki i Lotnictwa i Studenckiego Koła Inżynierii Kosmicznej działającego na Wydziale Elektroniki i Technik Informacyjnych) przy wsparciu Centrum Badań Kosmicznych PAN.

## Historia budowy
Projekt PW-Sat rozpoczął się w październiku 2004 roku, kiedy grupa studentów Politechniki Warszawskiej postanowiła zbudować satelitę zgodnego ze standardem CubeSat 1U. Początkowo start planowany był na 2007 rok, jednak specyfika projektów kosmicznych i uzależnienie od producenta rakiety nośnej spowodowały jego przesunięcie na rok 2011, i ostatecznie na 2012. Przedsięwzięcie kosztowało około 200 tys. zł. Środki pochodziły z budżetu uczelni oraz umowy zawartej pomiędzy Polską a Europejską Agencją Kosmiczną. PW-Sat poleciał na orbitę, ponieważ przydzielono mu miejsce w rakiecie Vega za darmo, w ramach konkursu organizowanego przez ESA. Był to pierwszy, testowy lot, więc studenci z PW nie musieli ponieść kosztów.

## Konstrukcja
Satelita miał kształt sześciennej kostki o boku 10 cm i masie około 1 kg. Składał się z następujących podzespołów:
- EPS – moduł zasilania
- ANTS – odpowiedzialny za rozłożenie anten
- COM – moduł komunikacji radiowej
- PLD – podsystem odpowiedzialny za rozłożenie elastycznych ogniw fotowoltaicznych oraz pomiar ich parametrów
- OBC – komputer pokładowy
- port dostępowy
- ładunek użyteczny w postaci elastycznych ogniw słonecznych

Po rozłożeniu ładunku miał zwiększyć swoją szerokość i długość do 15 × 100 cm.
Satelita miał transceiver nadający ramki w formacie AX.25 oraz beacon CW pracujący na częstotliwości 145,901 MHz pozwalający na jego śledzenie przez radioamatorów.

## Zespół
Przy projektowaniu i budowie tego satelity pracowali studenci z dwóch kół naukowych – Studenckiego Koła Astronautycznego (Wydział MEiL) oraz Studenckiego Koła Inżynierii Kosmicznej (Wydział EiTI). Opiekunem naukowym projektu był prof. dr hab. inż. Piotr Wolański z wydziału MEiL.
Najbardziej aktywnymi studentami, którzy brali udział w programie budowy PW-Sat byli: Jan Kostrzewa, Kamil Bobrowski, Andrzej Cichocki, Marcin Dobrowolski, Rafał Graczyk, Marcin Iwiński, Bartosz Kędziora, Adam Kostrzewa, Michał Kurowski, Marta Mordalska, Grzegorz Woźniak, Marcin Stolarski, Marta Tokarz, Tomasz Szewczyk, Andrzej Kotarski oraz koordynator projektu Maciej Urbanowicz.

## Plan misji
- 2012-02-13 10:00 UTC – start na pokładzie rakiety Vega,
- 2012-02-13 11:10 UTC – otwarcie zasobnika P-POD-2 i oddzielenie satelity od rakiety nośnej,
- 2012 – rozłożenie „ogona” systemu deorbitacji PW-Sata (nie powiodło się)
- 2014-15 – deorbitacja i spłonięcie satelity w atmosferze; zakończenie misji[10].

## Przebieg misji
Satelita PW-Sat został wyniesiony na orbitę 13 lutego 2012 roku podczas pierwszej misji rakiety Vega. Start z Gujańskiego Centrum Kosmicznego miał miejsce o godzinie 10:00 GMT (11:00 CET, 07:00 czasu lokalnego). Ładunkiem użytecznym rakiety były satelity LARES i ALMASat oraz siedem pikosatelitów w standardzie CubeSat, zbudowanych na europejskich uczelniach. PW-Sat został wyrzucony z zasobnika P-POD-2 wraz z satelitami Robusta i MaSat-1 około godziny 11:10 UTC rozpoczynając samodzielną misję.
Sygnały nadawane przez satelitę zostały po raz pierwszy odebrane przez radioamatorów o godzinie 12:10 UTC w dniu startu (amatorzy PA3WEG oraz VK4HHH). Sygnał w Polsce został po raz pierwszy odebrany przez stację naziemną w CAMK o godzinie 12:15 UTC. Radioamatorom udało się także odkodować transmitowane przez PW-Sata protokołem AX.25 pakiety zawierające m.in. dane telemetryczne. Przykładowy fragment transmisji, w którym umieszczono żartobliwy komunikat:
```
TED BY SKIK SKA AND CBK WARNING MULTIPLE ALIEN CONTACTS DETECTED PROTOSS MOTHERSHIP PRESENT ATMOSPHERE INCINERATION IMMINENT RESISTANCE IS FUTILE LONG LIVE DR KUREK
EPLOYMENT STATUS 0x01 0x00 E -1 END.
EMP 0x7B 0x02 E -1 END.
```

W trakcie trwania misji PW-Sata ujawniły się problemy z niedoborem energii. Okazało się, że w pierwszych dniach misji zużyto jej zbyt dużo. Na problemy z bilansem energetycznym złożył się również fakt, że satelita – ze względu na niekorzystną zmianę warunków orbitalnych – w późniejszych etapach misji przelatywał nad Polską znajdując się w cieniu. Konsekwencją tego zużycie energii z pokładowych baterii podczas sesji łączności było jeszcze większe. Z uwagi na wymienione problemy, rozwinięcie „ogona” systemu deorbitacji (będące czynnością energochłonną) musiało zostać odsunięte w czasie. Operacja była pierwotnie zaplanowana na koniec marca 2012, jednak pierwsze próby wykonano dopiero na przełomie kwietnia i maja 2012. Ze względu na trudności w komunikacji, przekazane z Ziemi polecenia wysunięcia „ogona” nie zostały do tego czasu przyjęte przez PW-Sata.
13 lutego 2013 roku opublikowano oficjalną informację, w której potwierdzono istnienie problemów z przedwczesnym wyczerpywaniem się akumulatorów. Stwierdzono też, że brak reakcji satelity na komendy sterujące spowodowany jest najprawdopodobniej wadą modułu komunikacyjnego.
Zaplanowany eksperyment polegający na wypuszczeniu ogona nie doszedł do skutku. Przyczyną była wada zakupionego systemu komunikacji, a później szybkie rozładowanie się baterii w satelicie. Wada ta uniemożliwiła przekazanie komend, które miały zainicjować rozłożenie ogona. Mimo to projekt PW-Sat został oceniony jako udany. Spośród siedmiu satelitów studenckich wysłanych razem z PW-Sat jedynie trzy rozłożyły anteny i odebrano od nich sygnał.
PW-Sat został usunięty z katalogu TLE agencji NORAD 28 października 2014 roku po gwałtownym obniżeniu się orbity. Datę tę uznano za dzień deorbitacji PW-Sata, a tym samym za zakończenie jego misji.
Projekt następcy PW-Sata, dwukrotnie większy i zbudowany w standardzie CubeSat 2U, co oznacza rozmiary 10x10x20 centymetrów (prostopadłościan) oraz masę dwóch kilogramów PW-Sat2 rozpoczął się 4 stycznia 2013, natomiast start odbył się 3 grudnia 2018. Głównym eksperymentem misji PW-Sat2 był ponownie system hamujący satelitę, prowadzący do przyspieszenia jego deorbitacji.

## Kalendarium projektu PW-Sat
- październik 2004 – początek projektu,
- sierpień 2006 – pierwotny termin wyniesienia PW-Sata na orbitę,
- maj 2007 – decyzja o starcie satelitów studenckich na pokładzie rakiety Vega,
- czerwiec 2008 – wybór PW-Sata do startu na rakiecie Vega,
- 17 października 2011 – gotowość satelity PW-Sat,
- 9 listopada 2011 – integracja PW-Sata w zasobniku rakiety,
- 23 stycznia 2012 – Vega na platformie startowej,
- 13 lutego 2012 – start PW-Sata na pokładzie rakiety Vega,
- 4 stycznia 2013 – rozpoczęcie projektu PW-Sat2,
- 28 października 2014 – deorbitacja PW-Sata[6],
- 2 października 2018 - rozpoczęcie projektu PW-Sat3,
- 3 grudnia 2018 – start PW-Sat2[17]